# Amstrad PC1512
Amstrad PC1512 — IBM-PC-совместимый компьютер, выпущенный Amstrad в 1986 году.

## Описание
Вначале продавался в Великобритании, но с начала 1987 также продавался и в США компанией Vidco Inc. из Техаса. Позже в том же году была представлена слегка обновлённая версия под названием PC1640, которая также продавалась под названиями PC6400 и Sinclair PC500. Ещё продавались компьютеры под брендом Schneider для немецкого рынка.